# Неергор, Мари де
Мари́ де Не́ергор (дат. Marie de Neergaard) — датская кёрлингистка.
В составе юниорской женской сборной Дании участница чемпионата мира 2009 (заняли восьмое место). Чемпионка Дании среди юниоров.
Играла на позиции третьего.

## Достижения
- Чемпионат Дании по кёрлингу среди юниоров: золото (2009).

## Команды
| Сезон   | Четвёртый        | Третий          | Второй                  | Первый              | Запасной                                       | Турниры                       |
| ------- | ---------------- | --------------- | ----------------------- | ------------------- | ---------------------------------------------- | ----------------------------- |
| 2008—09 | Метте де Неергор | Мари де Неергор | Natasha Hinze Glenstrøm | Шарлотта Клемменсен | Кристин Свенсен (ЧМЮ) тренер: Ole de Neergaard | ЧДЮ 2009 · ЧМЮ 2009 (8 место) |

(скипы выделены полужирным шрифтом)